# Tasbäck
Tasbäck är en by i Siljansnäs socken i Leksands kommun, centrala Dalarna.
Tasbäck ligger vid tätorten Siljansnäs, vid norra sidan av Byrviken.
Byn genomkorsas av länsväg W 938 (Leksand - Siljansnäs - Gesunda - Vika (Mora)).